# Havarti

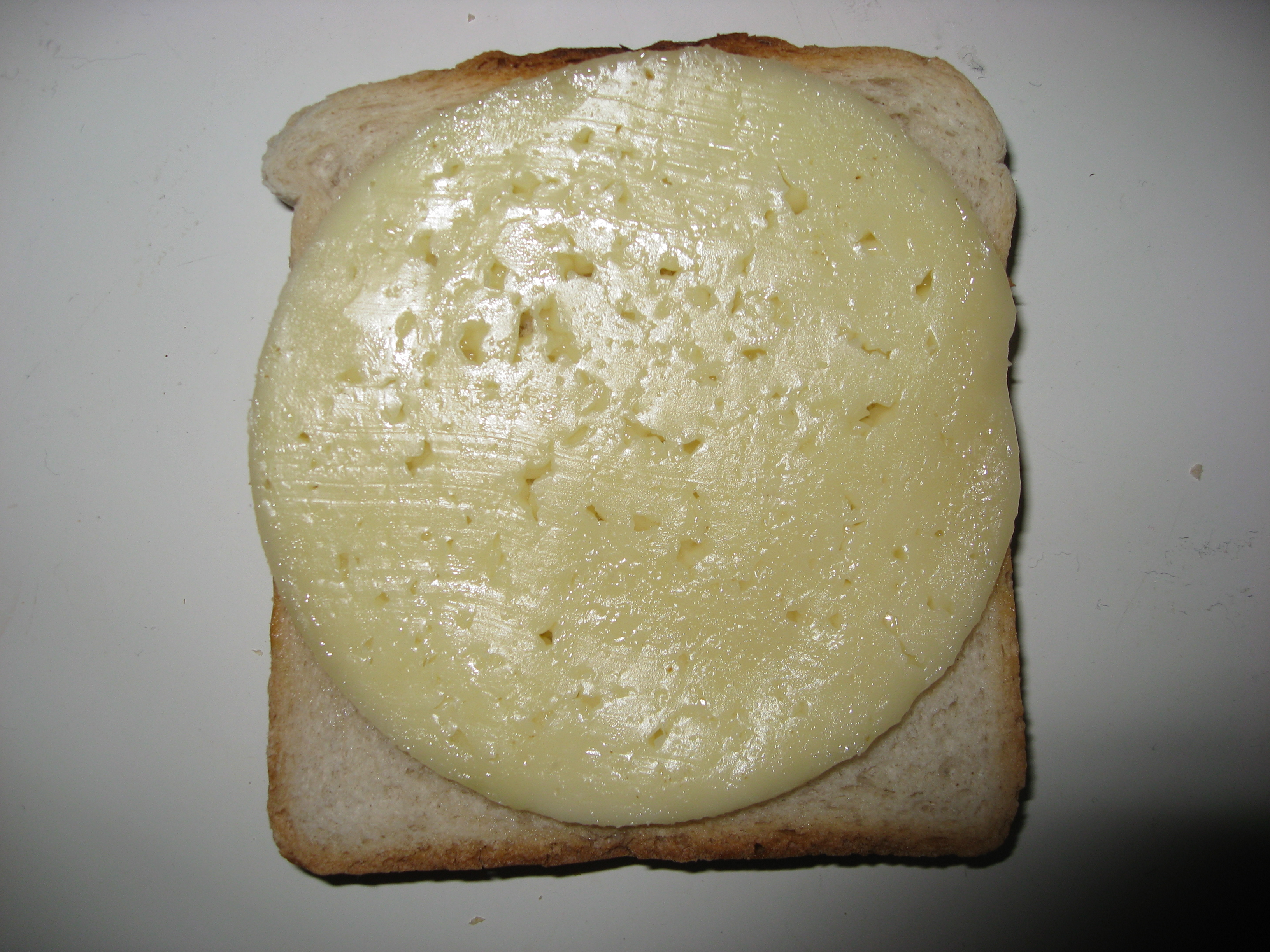
Scheibe Havarti auf einem Toastbrot

Havarti ist eine pikante dänische Käsesorte aus pasteurisierter Kuhmilch (30 % oder 45 % F. i. Tr.), die früher auch dänischer Tilsiter genannt wurde. Er ist eine der bekanntesten dänischen Käsespezialitäten. Er genießt in der Europäischen Union den Status g.g.A. (geschützte geografische Angabe), hierfür muss er in Dänemark hergestellt und in Reifungslagern in Dänemark gereift werden.
Benannt wurde dieser Käse nach dem Gutshof der Bäuerin Hanne Nielsen, die ihn Mitte des 19. Jahrhunderts entwickelte.
Havarti ist ein Schnittkäse mit unregelmäßiger, kleiner Lochung, ähnlich dem Tilsiter. In Deutschland ist er im Stück oder in Scheiben in verschiedenen Varianten erhältlich: Pur, aber auch mit verschiedenen Zutaten wie Dill, Kümmel oder Chili versetzt.
Die Reifezeit dieses Käses beträgt ungefähr einen Monat. Er hat eine dünne, gewachsene Naturrinde, die manchmal einen roten Wachsüberzug erhält. Havarti wird meist in Blöcke gepresst, aber auch zu Laiben geformt.